# Otto Sagner
Otto Sagner (* 25. Januar 1920 in Halbstadt, Tschechoslowakei; † 18. März 2011 in München) war ein deutscher Buchhändler und Verleger.

## Leben
Sagner gründete im Jahr 1947 in Furth im Wald die Firma Kubon & Sagner, die sich vor allem dem Im- und Export von Büchern nach Osteuropa und Russland widmet. Zugleich verlegte er in seinem Verlag Otto Sagner zahlreiche Bücher meist zur Slawistik und zur slawistischen Linguistik. Ab 1957 hatten die Firmen ihren Sitz in der Heßstraße im Münchner Stadtteil Maxvorstadt.
Sagner sprach Polnisch, Russisch und Tschechisch. Teilweise tauschte er Bücher im Naturalhandel: er übernahm antiquarische Bücher aus osteuropäischen Bibliotheken und lieferte dafür neue deutsche Literatur. In den 1950er, 1960er und „auch noch in den 1970er-Jahren war er der größte Lieferant deutscher Publikationen nach Osteuropa“. In seinem Verlag erschien der deutsch-russische Almanach Dominante.
Sagner war auch als Verbandsfunktionär tätig. Über 35 Jahre war er Rechnungsprüfer für den Verband Bayerischer Verlage und Buchhandlungen, in dem er über 50 Jahre Mitglied war.
Sechs Jahre nach seinem Tod, im Juni 2017, wurde die Geschäftstätigkeit der Kubon & Sagner Media GmbH eingestellt.

## Festschriften für Sagner
- Hans-Jürgen Löwenstein: Leben mit Büchern: Festschrift für Otto Sagner zum 70. Geburtstag. Marburg 1990: Büro für Wissenschaftliche Information.
- Otto Sagner zum 80. Geburtstag am 25. Januar 2000 gewidmet. München 2000: Sagner. (Reihe: Die Welt der Slaven – Internationale Halbjahresschrift für Slavistik, Jg. 45, 1.)